# 원휘
원휘(元徽, 473년 ~ 477년 7월)는 유송(劉宋) 후폐제(後廢帝) 창오왕(蒼梧王) 유욱(劉昱)의 연호이다. 4년 7개월 동안 사용하였다. 477년 7월, 폐제 유욱이 살해당한 후, 유준(劉準)을 옹립하였다. 그 이후에 연호를 승명(昇明)으로 개원하였다.

## 개원
- 태예(泰豫) 2년 1월 1일[1](473년 2월 13일)에 연호를 원휘(元徽)로 개원함.[2][3][4][5]

- 원휘(元徽) 5년 7월 11일[6](477년 8월 5일)에 연호를 승명(昇明)으로 개원함.[7][3][8][5]

## 연대 대조표
| 원휘        | 원년           | 2년        | 3년        | 4년                 | 5년             |
| 서기        | 473년          | 474년      | 475년      | 476년               | 477년           |
| 간지        | 계축(癸丑)     | 갑인(甲寅) | 을묘(乙卯) | 병진(丙辰)          | 정사(丁巳)      |
| 북위 (北魏) | 연흥(延興) 3년 | 4년        | 5년        | 6년 승명(承明) 원년 | 태화(太和) 원년 |

## 동시대 연호

### 중국
북위(北魏)
- 연흥(延興) (471년 ~ 476년)
- 승명(承明) (476년)
- 태화(太和) (477년 ~ 499년)

### 몽골
유연(柔然)
- 영강(永康) (464년 ~ 485년)

## 같이 보기
- 중국의 연호 목록